# Второвское сельское поселение
Муниципальное образование Второвское — сельское поселение в Камешковском районе Владимирской области.
Административный центр — село Второво.

## География
Муниципальное образование Второвское расположено в юго-западной части Камешковского района.
Площадь поселения 35,5 % территории района.

## История
Второвский сельсовет образован в 1920-годах в составе Второвской волости Владимирского уезда. С 1929 года в составе Владимирского района, с 1940 года — в составе Камешковского района, в 1954 году в его состав включены населённые пункты упразднённого Нестерковского сельсовета.
Муниципальное образование Второвское образовано Законом Владимирской области от 11 мая 2005 года № 51-ОЗ «О наделении Камешковского района и вновь образованных муниципальных образований, входящих в его состав, соответствующим статусом муниципальных образований и установлении их границ». В его состав вошли территории Волковойновского, Второвского и Давыдовского сельсоветов.

## Население
| 2010  | 2011  | 2012  | 2013  | 2014  | 2015  | 2016  | 2017  | 2018  |
| ----- | ----- | ----- | ----- | ----- | ----- | ----- | ----- | ----- |
| 4227  | ↘4225 | ↗4314 | ↗4404 | ↗4499 | ↗4507 | ↗4508 | ↘4505 | ↗4592 |
| 2019  | 2020  | 2021  |       |       |       |       |       |       |
| ↘4502 | ↘4405 | ↗5878 |       |       |       |       |       |       |

## Состав сельского поселения
| №  | Населённый пункт | Тип населённого пункта       | Население |
| -- | ---------------- | ---------------------------- | --------- |
| 1  | Аксенцево        | деревня                      | ↗130      |
| 2  | Берково          | деревня                      | ↗248      |
| 3  | Близнино         | деревня                      | ↗28       |
| 4  | Волковойно       | деревня                      | ↗593      |
| 5  | Ворынино         | деревня                      | ↗9        |
| 6  | Второво          | село, административный центр | ↗1063     |
| 7  | Высоково         | деревня                      | ↗74       |
| 8  | Горки            | деревня                      | ↗75       |
| 9  | Горки            | село                         | ↗349      |
| 10 | Городок          | деревня                      | ↗49       |
| 11 | Грезино          | деревня                      | ↗27       |
| 12 | Давыдово         | село                         | ↗137      |
| 13 | Жуиха            | деревня                      | ↗44       |
| 14 | Ивашково         | деревня                      | ↗53       |
| 15 | Истомино         | деревня                      | ↗24       |
| 16 | Карякино         | деревня                      | ↗114      |
| 17 | Кижаны           | деревня                      | ↗54       |
| 18 | Куницыно         | деревня                      | ↗37       |
| 19 | Курменёво        | деревня                      | ↗31       |
| 20 | Лаптево          | село                         | ↗161      |
| 21 | Мирный           | посёлок                      | ↗629      |
| 22 | Мишнево          | деревня                      | ↗81       |
| 23 | Мокеево          | деревня                      | ↗104      |
| 24 | Мостцы           | село                         | ↗35       |
| 25 | Нестерково       | деревня                      | ↗162      |
| 26 | Новая Быковка    | деревня                      | ↗464      |
| 27 | Новское          | деревня                      | ↗84       |
| 28 | Палашкино        | село                         | ↗149      |
| 29 | Патакино         | село                         | ↘124      |
| 30 | Пищихино         | деревня                      | ↗29       |
| 31 | Стариково        | деревня                      | →0        |
| 32 | Суслово          | деревня                      | ↗10       |
| 33 | Тереховицы       | деревня                      | ↗190      |
| 34 | Филяндино        | деревня                      | ↗290      |
| 35 | Хохлово          | деревня                      | ↗28       |
| 36 | Чистуха          | село                         | ↗124      |
| 37 | Юрятино          | деревня                      | ↗75       |

## Инфраструктура
На территории с. Второво, с. Лаптево, д. Н. Быковка, д. Волковойно действуют обслуживающие, управляющие организации по управлению домами (ООО «Управдом» и ООО «ГКС 1» из г. Камешково, ООО «ВТК» из с. Второво). Поставщик централизованного водоснабжения — МУП «ИнТех» из г. Камешково.

## Администрация
Глава МО является председателем Совета народных депутатов (представительного органа). В Совете 10 депутатов по одномандатным округам. Действует администрация МО и МУ «УЖКХ МО Второвское». В ведении администрации МО имеются МУК ДК (дома культуры).
Ранее глава МО избирался населением непосредственно, возглавлял администрацию, председательствовал на заседаниях Совета депутатов.